# Операція «Гоморра»

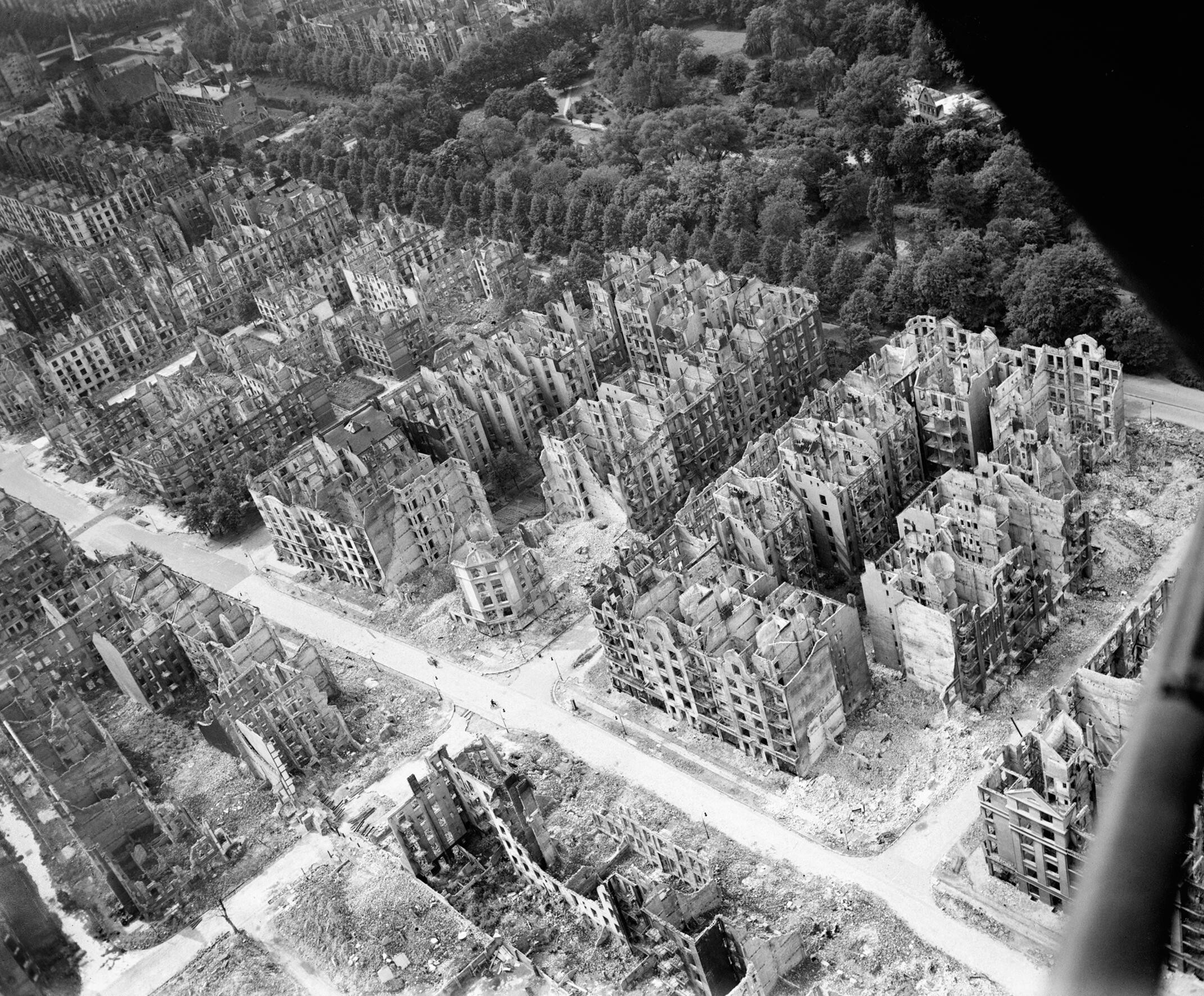
Гамбург після бомбардування

Операція «Гоморра» — серія «килимових бомбардувань» міста Гамбург, проведених Королівськими військово-повітряними силами Великої Британії та Військово-повітряними силами США 24 липня — 3 серпня 1943 року. У результаті авіанальотів загинуло до 45 000 осіб, до 125 тисяч отримали поранення (оцінки різняться, називаються цифри від 37 до 200 тисяч), близько мільйона жителів були змушені залишити Гамбург.

## Підготовка
З початку Другої світової війни Гамбург, великий промисловий центр, порт і транспортний вузол, неодноразово зазнавав авіанальотів. У місті на той час були нафтопереробні підприємства, бункери підводних човнів, верфі і значна кількість військово-промислових підприємств.
21 січня 1943 року на конференції союзників у Касабланці було ухвалено директиву «Про посилення спільного повітряного наступу проти Німеччини». Директива передбачала використання стратегічної авіації для планомірного знищення військової промисловості й економіки Німеччини, а також «підриву морального духу німецького народу». Авіаудари слід було завдавати цілодобово. Бомбардувальне командування Королівських ВПС мало проводити нічні рейди, американська 8-ма повітряна армія — денні.
Командувач корпусом бомбардувальної авіації Королівських ВПС Артур Гарріс вважав, що знищення німецьких робітників, членів їх сімей та їх житла настільки ж ефективно, як і знищення промислових підприємств, де були зайняті ці робітники. 27 травня 1943 року Артур Гарріс підписав наказ Bomber Command Order No. 173 про операцію під кодовою назвою «Гоморра» (англ. Operation Gomorrah), яка почалася два місяці по тому. («І пролив Господь на Содом і Гоморру дощем сірку і вогонь від Господа з неба»; Буття. 19:24).
При цьому британська авіація вперше застосувала новий засіб для створення сильних перешкод німецьким радарам — Window: смуги алюмінієвої фольги певного розміру, які скидали літаки. Засіб було розроблено ще в 1942 році, проте британське командування берегло його до початку вторгнення на Сицилію, яке союзники здійснили 10 липня 1943 року.
15 липня 1943 року на нараді, де був присутній Вінстон Черчилль, Гаррисові дозволили застосувати Window при атаках на Гамбург.

## Бомбардування

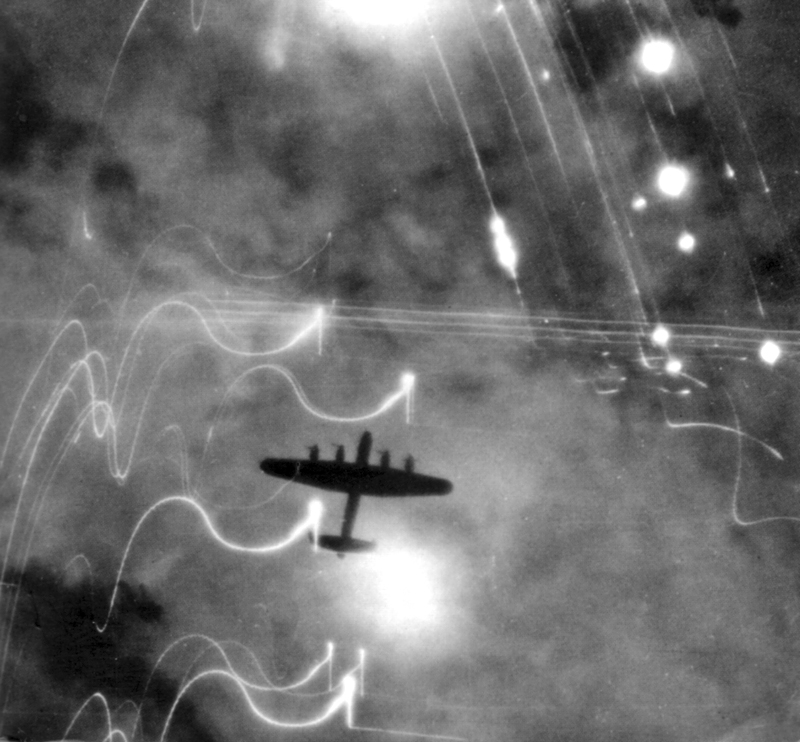
Бомбардувальник Lancaster над Гамбургом

Уночі 24—25 липня в 0:57 британська авіація почала бомбардування, яке тривало 50 хвилин. У нальоті брав участь 791 літак: 728 бомбардувальників скинули 2400 тонн бомб. Спочатку літаки скидали фугасні бомби, що руйнували дахи будинків, а потім — запалювальні. Завдяки використанню Window втрати британської авіації склали всього 12 літаків. Удень бомбардування продовжили американські бомбардувальники.
Третя атака відбулася вранці 26 липня, вночі в 0:20 внаслідок поганої погоди на місто було скинуто всього 2 бомби.
У ніч 27—28 липня в рейді на Гамбург брало участь 787 літаків: 353 бомбардувальники Avro Lancaster, 244 бомбардувальники Handley Page Halifax, 116 бомбардувальників Short Stirling і 74 бомбардувальники Vickers Wellington.
29 липня Гамбург знову був атакований більш ніж 700 бомбардувальниками. Остання атака відбулася 3 серпня, коли вилетіло 740 бомбардувальників, проте несприятливі погодні умови завадили більшості з них долетіти до цілі.
За період з 24 по 30 липня 1943 року Королівські ВПС зробили 2355 нічних вильотів, американські — 235. Було знищено 74 % всіх міських будівель, сильні пошкодження отримали доки і 4 головні корабельні. За весь час операції «Гоморра» загинуло не менше 50 тисяч осіб, 200 тисяч осіб були поранені і обпалені, близько мільйона людей стали бездомними. Більше 3 тисяч літаків скинули близько 9 тисяч тонн бомб, 250 тисяч будинків було зруйновано. До кінця війни на Гамбург було скоєно ще 69 нальотів.

## Вогняний смерч
Найбільше число жертв було в ніч на 28 липня, коли в місті утворився величезний вогняний смерч. Кількість жертв у цю ніч оцінюється приблизно в 40 тисяч осіб, більшість з яких отруїлися продуктами горіння. У вогні було знищено близько 21 квадратного кілометра площі міста.
Наслідки цього явища виявилися вкрай руйнівними з причини усталеною сухої та спекотної погоди, а також завалів на дорогах, які заважали пожежним командам добиратися до вогнищ пожеж. Через різницю температур розпечене повітря створило сильну тягу, буквально засмоктуючи людей у вогонь. Швидкість штормового вітру на вулицях досягала 240 км/год, а його температура перевищувала 800 °C. Від сильної спеки горів асфальт, а люди в бомбосховищах задихалися через вигоряння кисню, або згорали живцем.

## Хронологія подій
27 липня в Гамбурзі утворилося рідкісне поєднання чинників літньої погоди.
Атмосферний тиск був досить високим, порядку 101,5 кПа. З півночі розташовувався великий антициклон, що охоплював Ісландію, Норвегію і північ європейської частини СРСР. З півдня по лінії Каспійське — Чорне — Середземне море — Азорські острови підпирав настільки ж потужний циклон. Фронт зіткнення повітряних мас проходив з атлантичної берегової лінії Європи. У будь-який момент були можливі переміщення великих мас повітря, що розряджалися сильними грозами.
Літня спека. При безхмарності і безвітрі середня денна температура становила 26 °C. Але кам'яне місто нагрілось й утворило «тепловий острів» з температурою майже на 6 градусів більше, ніж у сільській місцевості, де перепад температур по вертикалі становив всього лише 0,5 ° на 100 метрів. У місті ж цей градієнт був значно більше і, якби нижні шари прогрілися ще хоча б на 4 °C, то підйом повітря був би можливий вже на 4000 метрів.
Низька відносна вологість. Звичайна вологість для Гамбурга в середині липня становить 78 %, а 27 липня вона була всього лише 30 %, а в центрі міста — ще менше.
Таким чином, погодні умови підготували підвищену пожежонебезпечну обстановку в місті.

### 1:00
Перші запальні бомби впали на Шпалдінгштрассе (Spaldingstrasse) і Франкенштрассе (Frankenstrasse). Зайнялися пожежі в районах Хамм (Hamm), Хаммерброк (Hammerbrook) і Ротенбургсорт (Rothenburgsort). Розрізнені пожежі служили поки що цілевказівками для наступної хвилі бомбардувальників, що накочувалась.

### 1:15
Менше, ніж за 15 хвилин на міські райони Хамм Норд (Hamm Nord), Боргфельде (Borgfelde), Хамм Зюд (Hamm Sűd) і Хаммерброк (Hammerbrook) упало 2417 тонн запальних і фугасних бомб. Фугасні бомби і міни зруйнували будівлі, розкрили їх внутрішній вміст — вогонь отримав поживу і маневр для свого розвитку. Міські комунікації і протипожежні системи виявилися зруйнованими, боротися з такою кількістю пожеж пожежні служби не могли, людей загнали в бомбосховища. Місто виявилося беззахисним перед натиском полум'я.
Розрізнені осередки пожеж почали об'єднуватися в одну.
Ця частина Гамбурга складалася в основному з високих шестиповерхових будівель, які горіли, як свічки.
Температура піднялася до 600 °C. Утворився наднагрітий наземний шар. Проте саме по собі повітря — поганий провідник тепла і за такий короткий проміжок часу не могло швидко прогрітися у великих обсягах. Але в районі бомбардування опинилися міські канали та озера. Водяні пари спрямувалися вгору, нагрівали повітряні маси. За відсутності горизонтальних вітрів сформувалися потужні вертикальні потоки. У приземному шарі атмосфери утворилася область зниженого тиску. Свіжі потоки кисню стали підтікати з усіх боків.
Ураганні вогняні смерчі зі страшним виттям проносилися по широких (15—20 метрів) вулицями, розганялися й набирали силу. На перехрестях вони стикалися, утворюючи вогняні вихори, що випліскувалися вгору.

### 1:45
Багато маленьких пожеж об'єдналися в 2—3 великі пожежі.
Висока інтенсивність бомбардування в поєднанні з метеорологічними умовами створили ефект димової труби — потужних вертикальних потоків повітря, що породили вогненний смерч, який можна класифікувати як атмосферне явище .
Близько 16 000 багатоповерхових будинків та 130 кілометрів вулиць опинилися в горнилі. У процес було залучено 2 000 000 тонн повітря. З них тільки дві п'ятих служило для горіння. Інша кількість повітря служило для створення вертикальної тяги.[джерело?]
Утворився тепловий циклон діаметром 3,5 кілометра і заввишки до 5 кілометрів. Температура в його центрі досягла 800 °C.
Оскільки процес набув яскраво вираженого доцентрового характеру, поширення пожеж вшир по місту не сталося. Топка локалізувалась і навіть звузилася в порівнянні з районом бомбометання.

### 3:00
У районах Берлінські Ворота (Berliner Tor) і Вандсбецьке Шосе (Wandsbeker Chaussee) утворилося суцільне море вогню висотою 30—50 метрів.
Вогняний смерч досяг свого максимуму між 3:00 і 3:30. Через годину після того, як розгорілася велетенська пожежа, пожежний департамент Гамбурга визначив його інтенсивність новим терміном — «вогненний смерч»[джерело?].
При такій температурі для займання не було потрібно контакту з полум'ям. Досить було позамежної спеки. Усе паперове, тканинне і дерев'яне згоряло миттєво. Все алюмінієве і свинцеве ставало рідким, сталеве — ставало пластичним і деформувалося, не витримуючи конструкційних навантажень. Цегла повільно горіла й плавилася, трансформувалися під своєю вагою, як м'яка глина, і вибухала в пил.[джерело?] Будівлі валилися.
Люди в бомбосховищах задихалися, оскільки повітря висмоктувалося й звідти.

### 4:30
Вітер почав стихати, але спека ще була нестерпна й розпечене повітря викликало біль при диханні.

### 6:12
У топці вогняного смерчу вигоріло все, що могло горіти. Багаття погасло, небезпека поширення полум'я припинилася. Все навколо було подібно велетенському розпеченому вугіллю.
До 6 серпня не можна було проводити ніяких робіт, поки уламки не охололи.
Найбільше постраждав район Хаммерброк (Hammerbrook). Навіть після війни, коли бульдозери розгрібали завали, щодня знаходили людські рештки.

## Ресурси Інтернету
- RAF Bomber Command Hamburg, 28 July 1943(англ.)
- Speech given by Sir Paul Torry, British Ambassador, in Hamburg, 2003